# Actinolaimus macrolaimus
Actinolaimus macrolaimus is een rondwormensoort. De wetenschappelijke naam van de soort is voor het eerst geldig gepubliceerd door de Man.